# Zgornja Nova vas
Zgornja Nova vas je naselje v Občini Slovenska Bistrica.